# Montebrasita
La montebrasita és un mineral de la classe dels fosfats, que pertany al grup de l'ambligonita. Rep el seu nom de la seva localitat tipus, les mines de Montebras, ubicades a la regió de Nova Aquitània, a França.

## Característiques
La montebrasita és un fosfat de fórmula química LiAl(PO₄)(OH). Cristal·litza en el sistema triclínic. La seva duresa a l'escala de Mohs oscil·la entre 5 i 6. És un mineral isostructural amb l'ambligonita, la natromontebrasita (espècie desacreditada per l'IMA) i la tavorita.
Segons la classificació de Nickel-Strunz, la montebrasita pertany a «08.BA: Fosfats, etc. amb anions addicionals, sense H₂O, només amb cations de mida mitjana, (OH, etc.):RO₄ sobre 1:1» juntament amb els següents minerals: ambligonita, tavorita, triplita, zwieselita, sarkinita, triploidita, wagnerita, wolfeïta, stanĕkita, joosteïta, hidroxilwagnerita, arsenowagnerita, holtedahlita, satterlyita, althausita, adamita, eveïta, libethenita, olivenita, zincolibethenita, zincolivenita, auriacusita, paradamita, tarbuttita, barbosalita, hentschelita, latzulita, scorzalita, wilhelmkleinita, trol·leïta, namibita, fosfoel·lenbergerita, urusovita, theoparacelsita, turanita, stoiberita, fingerita, averievita, lipscombita, richel·lita i zinclipscombita.

## Formació i jaciments
La montebrasita és, amb diferència, el membre més comú del grup de l'ambligonita, sent l'ambligonita escassa. Es troba principalment en pegmatites de granit dels tipus rics en liti i en fosfats. Els cristalls poden ser enormes (> 1 m). Als territoris de parla catalana ha estat trobada al Cap de Creus, Cadaqués (província de Girona), i al camp de pegmatites de Cotlliure, als Pirineus Orientals (Occitània).